# Hamburger Hof
El Hamburger Hof (lit. Corte de Hamburgo) es un edificio histórico de la Innenstadt de Hamburgo, al norte de Alemania, ubicado en la céntrica calle de Jungfernstieg, paralela a la orilla suroccidental del Binnenalster. El edificio, que hace esquina con la céntrica calle de compras Große Bleichen, alberga una de las principales galerías comerciales de la ciudad, que conecta con el largo pasillo comercial de Hanseviertel. Originalmente construido a finales del siglo XIX, actualmente consta en el registro de bienes arquitectónicos de Hamburgo.

## Historia

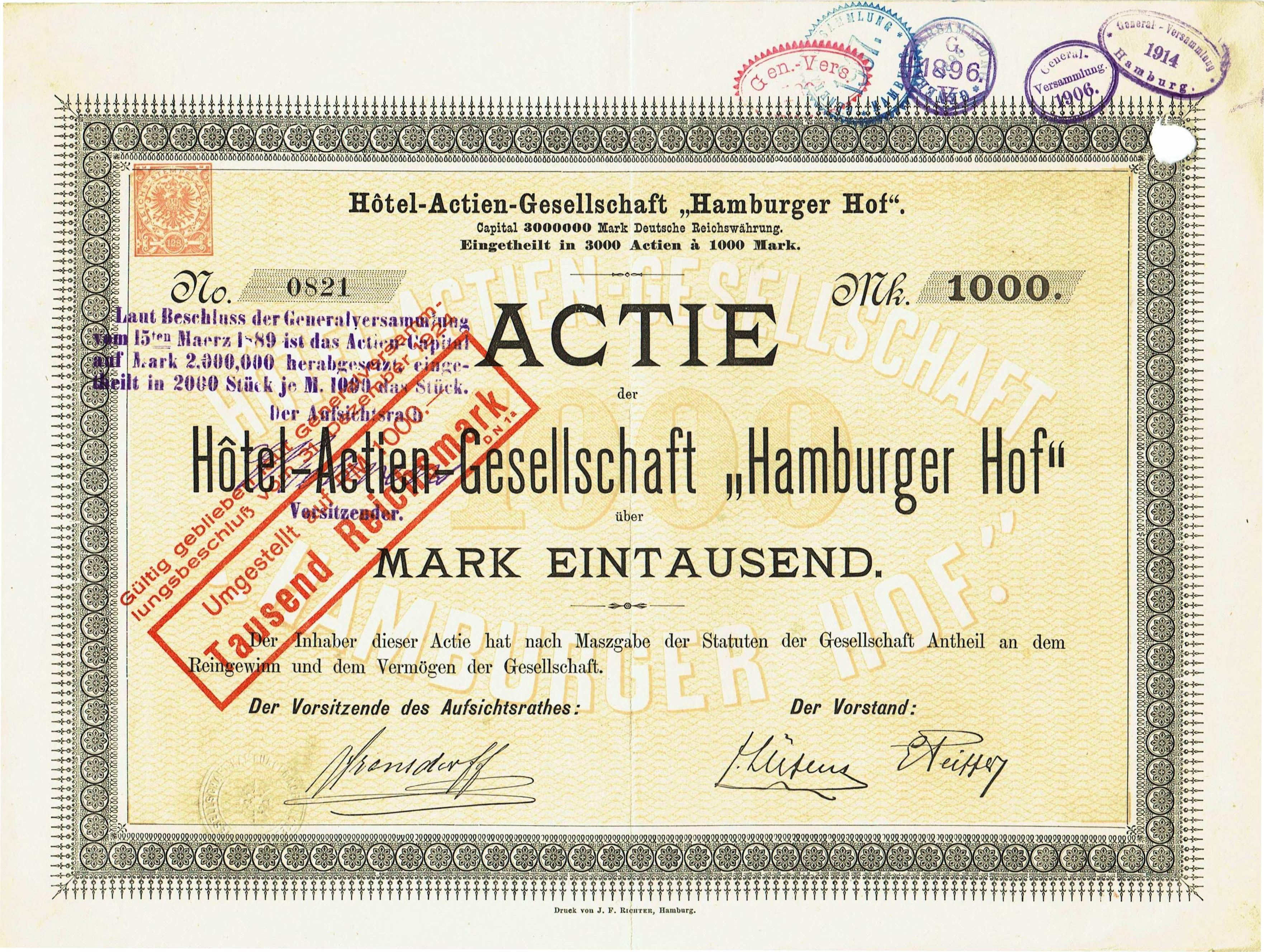
El acta de fundación del Hamburger Hof, 1881.

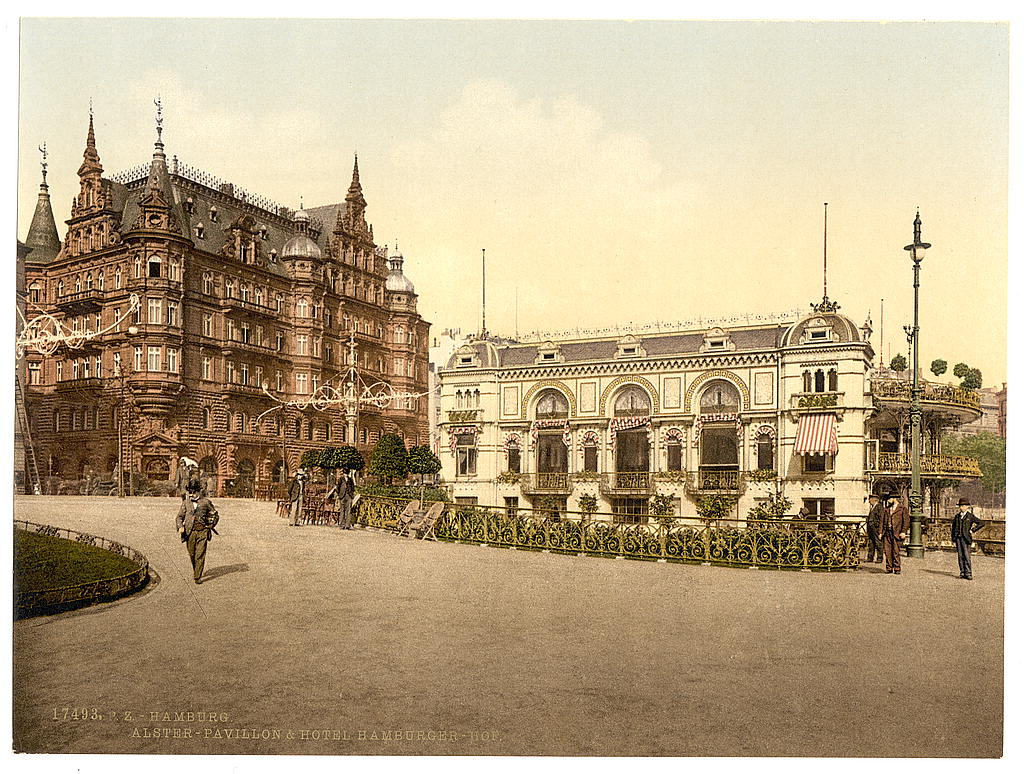
El Hamburger Hof con su tejado original junto al Alsterpavillon, ca. 1900.

El edificio ocupa el lugar donde anteriormente se encontraba el famoso Sillem's Bazar, la primera galería comercial de Alemania, mandada a construir en 1842 por el comerciante hamburgués Wilhelm Sillem tras el gran incendio de Hamburgo. Se trataba de un prestigioso complejo comercial, descrito como «el más glamuroso de su tipo de Europa», con 34 tiendas de marcas conocidas de la época en torno al céntrico Hôtel de Russie. Tanto la galería como el hotel fueron construidos por el arquitecto hamburgués Eduard Averdieck, y el coste del proyecto ascendió a los 1,5 millones de marcos de la época. La prensa contemporánea elogió lo que consideraba una construcción revolucionaria, con elementos de vidrio y hierro fundido, y un interior de mármol rojo y negro.
Tras la demolición del Bazar, se construyó en su lugar entre 1881 y 1883 el hotel Hamburger Hof, obra de los arquitectos Bernhard Hanssen y Emil Meerwein. Con su destacada fachada neobarroca, fue realizado en arenisca roja del Main (un tipo de arenisca típico de las edificaciones de Hamburgo de la época) y decorado con esculturas del arquitecto colonés Engelbert Peiffer.  Su tejado original destacaba en el panorama de la ciudad por sus conspicuos elementos arquitectónicos, principalmente pináculos, agujas y frontones.
El nuevo edificio se convirtió en uno de los más destacados de la ciudad —tanto por su arquitectura como por su calidad— y se utilizaba para numerosos eventos y bailes, así como para el alojamiento y diversión de dignatarios de todo el mundo. Entre sus huéspedes más famosos cabe destacar al estadista chino y virrey de Zhili (actual Hebei) Li Hongzhang (1896), el rey de Siam (actualmente Tailandia) Chulalongkorn (1897), el príncipe Enrique de Prusia (1900), el rey Eduardo VII del Reino Unido (1904) o el rey Federico VIII de Dinamarca (1912). Este último, de hecho, murió en el paseo marítimo directamente enfrente del hotel durante su estancia a consecuencia de un accidente cerebrovascular.
En 1917, el edificio sufrió daños causados por un incendio y posteriormente se convirtió en una Kontorhaus (un tipo de edificios comerciales típicos de las ciudades portuarias del norte de Alemania, siguiendo el modelo de las Trading Companies norteamericanas). En 1944, a causa de un bombardeo de la ciudad hanseática en el marco de la Segunda Guerra Mundial, el tejado original del edificio, uno de sus elementos más famosos, fue destruido.
Durante la restauración del edificio en los años del milagro económico alemán, el tejado fue sustituido por uno de diseño más sencillo (pues en aquellos años se consideraba más prioritaria la funcionalidad que los motivos arquitectónicos). Si bien, no sería hasta principios de la década de 1980 que el edificio volvería a recuperar su uso como galería de compras (retomando la función del edificio original de mitades del siglo XIX), cuando entre 1979 y 1985 el arquitecto Hans Joachim Fritz lo convirtiera en un moderno edificio de oficinas, proyectando la incorporación de la galería comercial. El tejado volvió a ser rediseñado, en esta ocasión cubriéndose de cobre verdoso (color típico de los edificios históricos de Hamburgo) y adaptándose para albergar despachos y oficinas.
La galería comercial volvería a ser modificada en un proyecto realizado entre 1999 y 2000.

## Arquitectura exterior

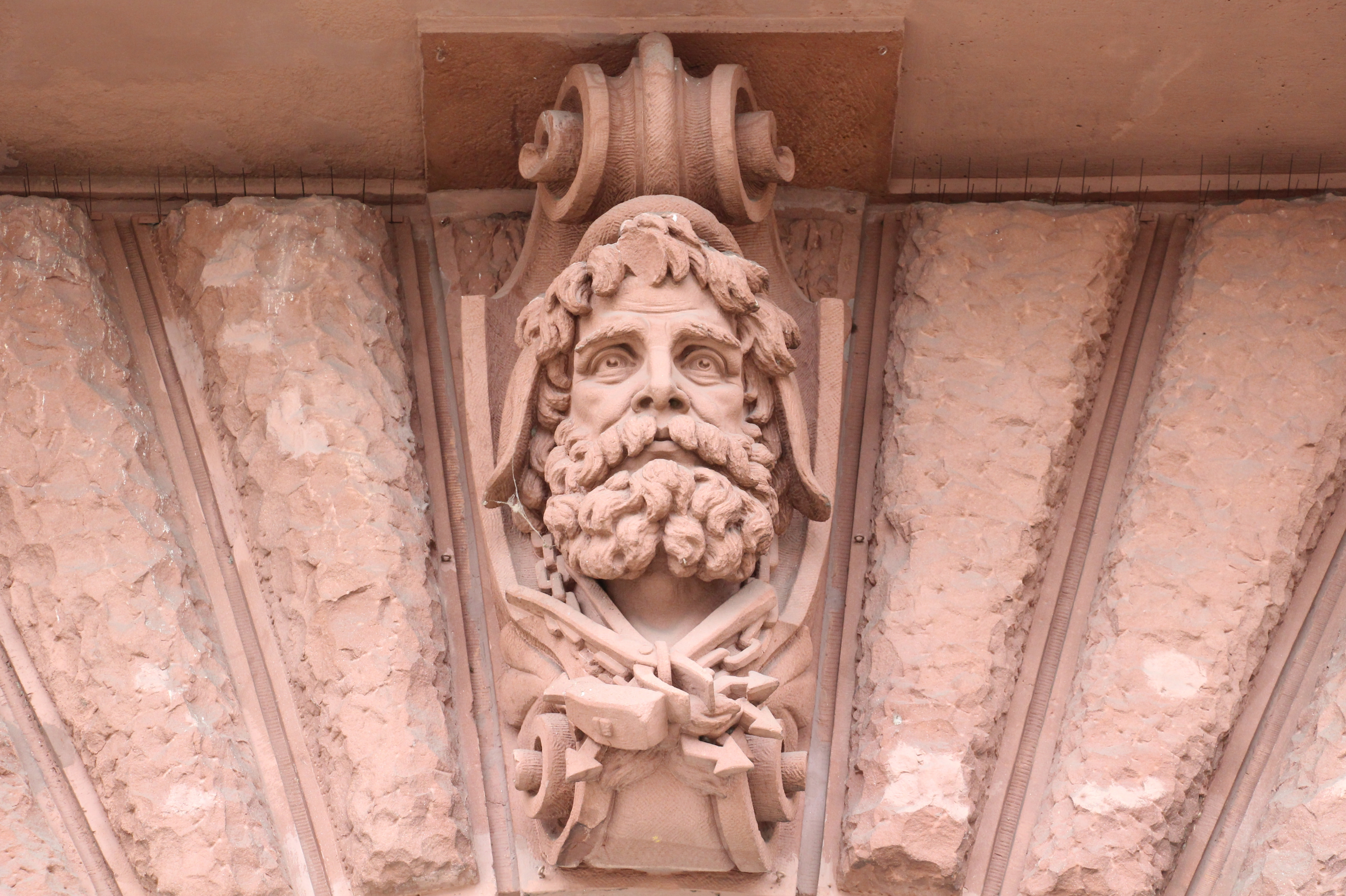
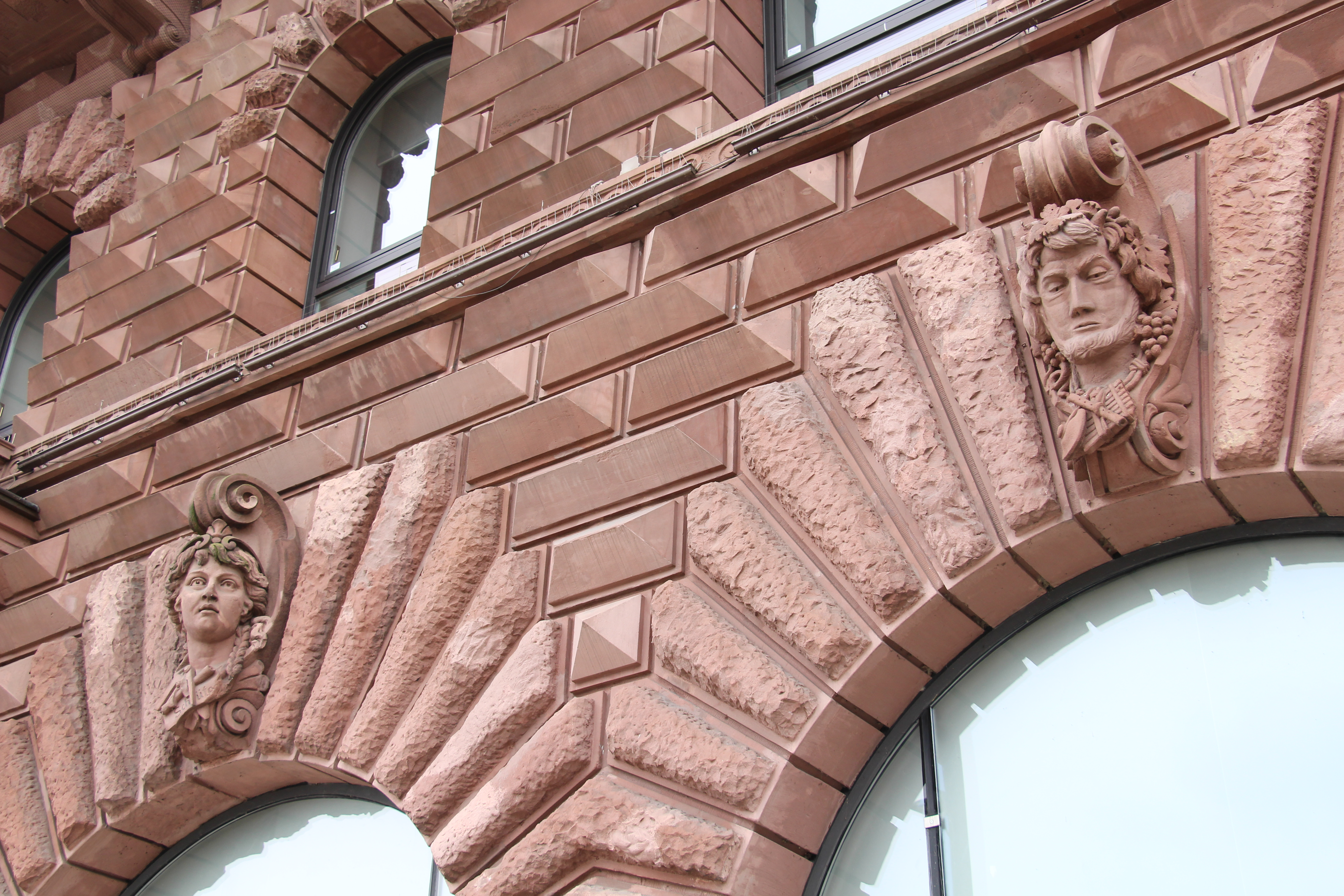
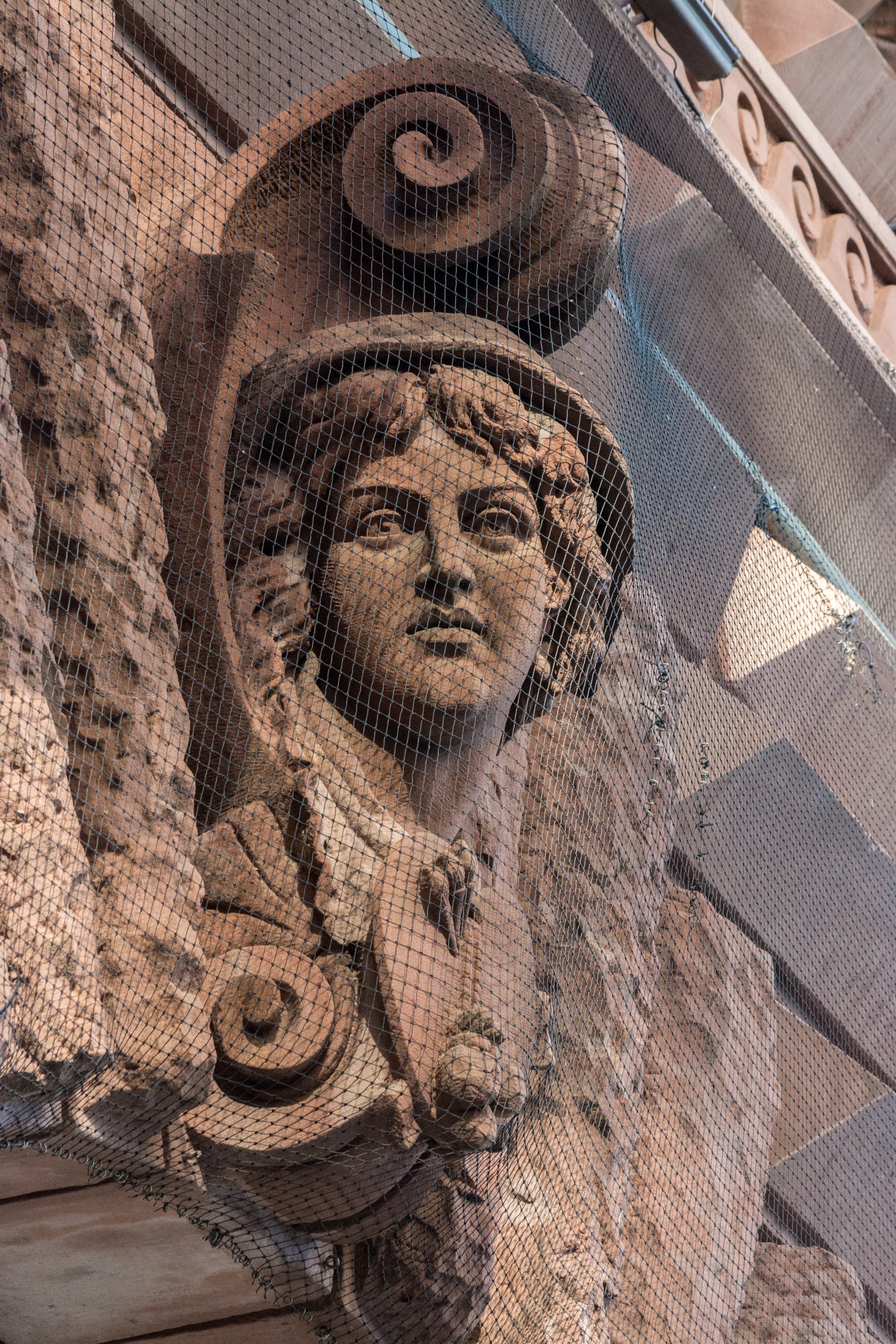
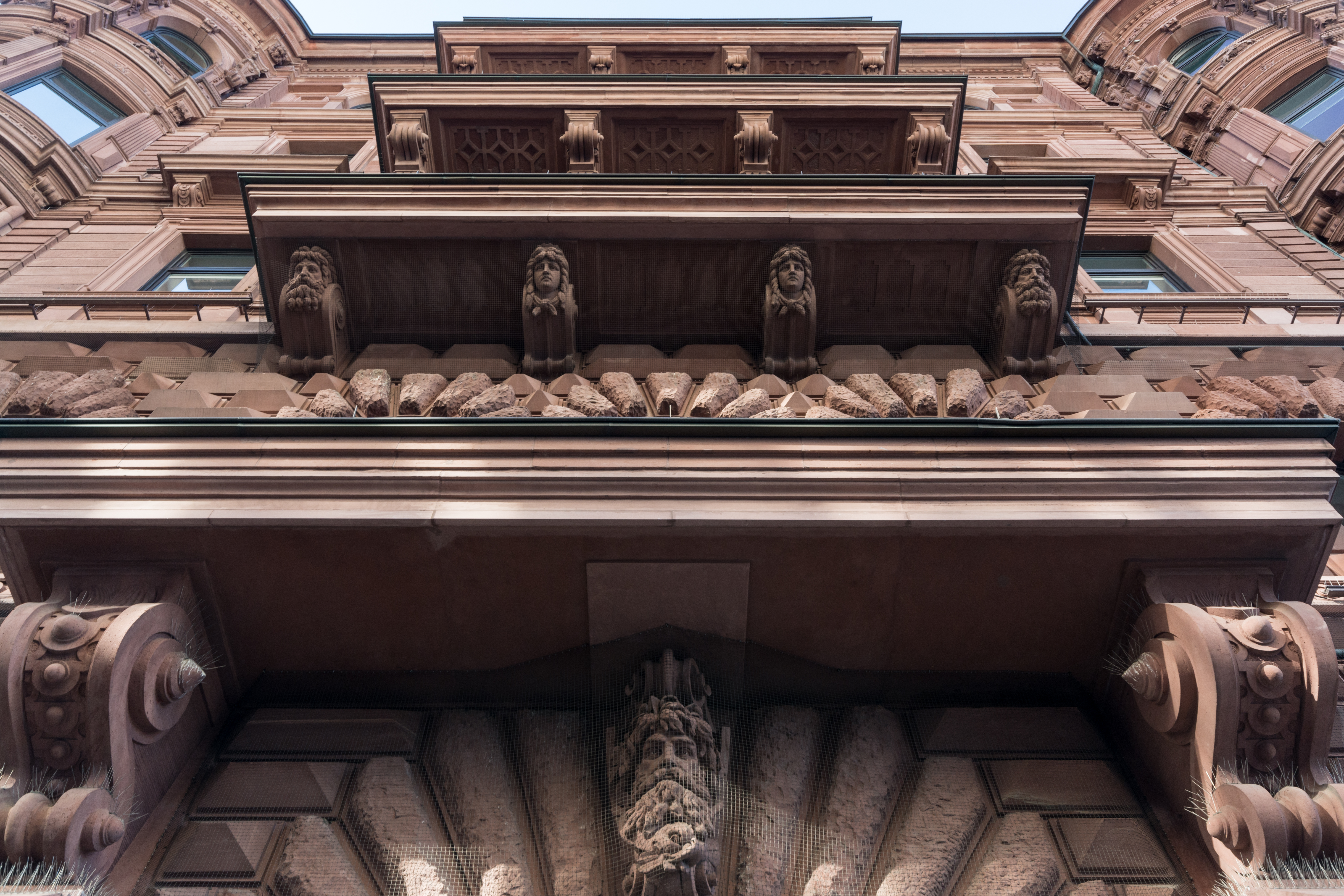

## Actualidad

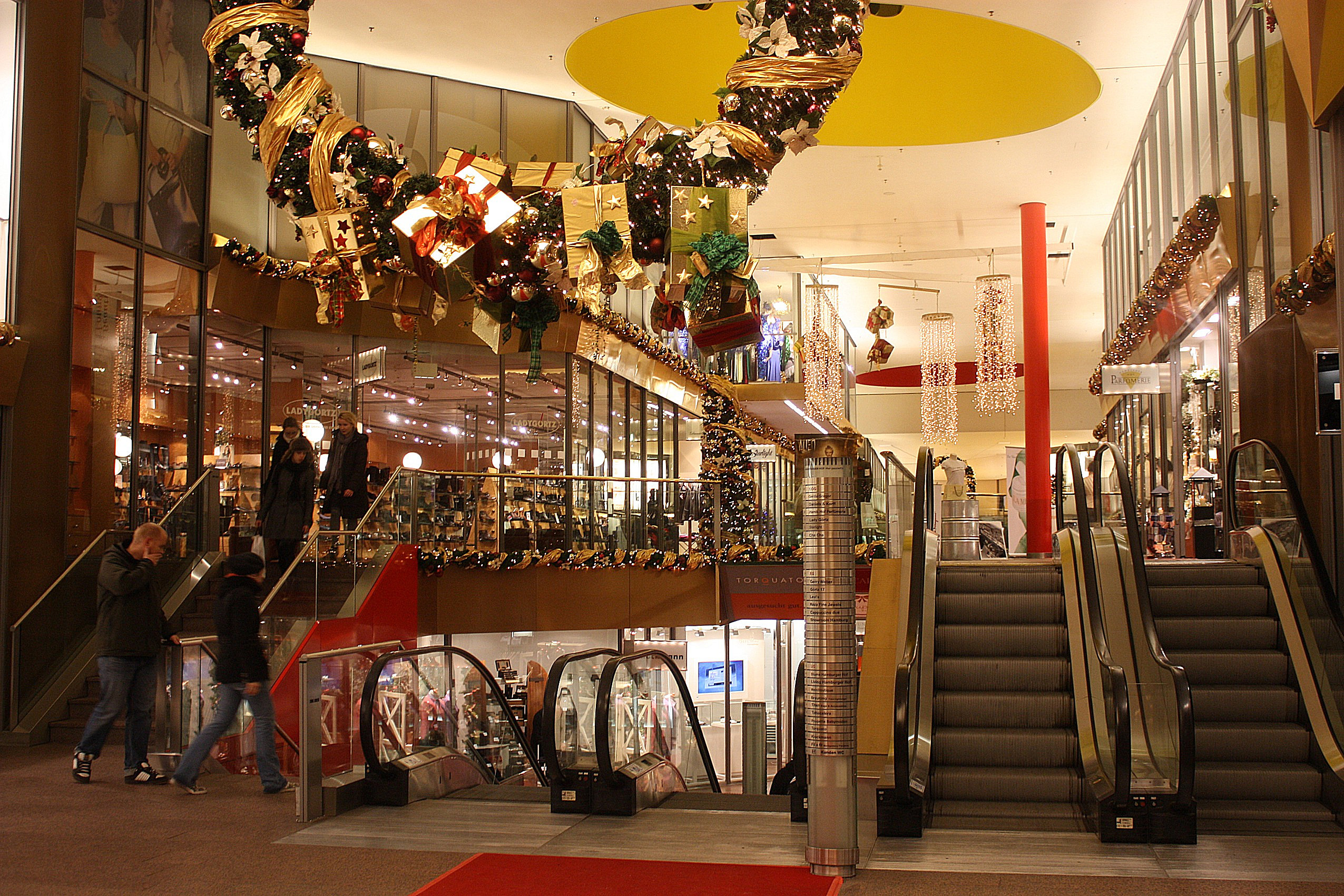
Una de las entradas a la galería comercial

Actualmente, el Hamburger Hof es conocido como un destino turístico por su arquitectura y, más que nada, por su galería de 8500 metros cuadrados de superficie comercial repartidos en dos plantas, recomendada a turistas y visitantes por su diseño, elegancia y las marcas que reúne (sobre todo de moda, cosmética y joyería). El pasillo de compras ha sido descrito como «única galería comercial con motivos hanseáticos», reuniendo a tiendas y comercios gastronómicos. En muchos aspectos comparte similitudes con el Alsterhaus de enfrente, un histórico edificio de almacenes convertido en centro comercial.
Más allá del espacio comercial, el edificio cuenta con un total de 11 000 m² de superficie de oficinas, repartidas por las plantas superiores del complejo. La industria culinaria está representada por establecimientos de comida típica del sur europeo, incluida la italiana y la mediterránea. Al mismo tiempo, sobre todo a partir del siglo XXI, el edificio sirve como escenario de inspiración artística y de exposiciones de arte.